# Lady Lilith
Lady Lilith is een schilderij van de prerafaëlitische Engelse kunstschilder en dichter Dante Gabriel Rossetti, geschilderd in fases, tussen 1866-1868 en 1872-1873, 96,5 x 85,1 centimeter groot. Het toont Lilith, volgens de Talmoedische traditie de eerste vrouw van Adam, terwijl ze haar weelderige haar kamt. Het werk bevindt zich in de collectie van het Delaware Art Museum in Wilmington. In 1868 schilderde Rossetti met Sybilla Palmifera een tegenhanger van het werk, waarmee hij de tegenstelling zowel als de samenhang tussen uiterlijke en innerlijke schoonheid tot uitdrukking wilde brengen.

## Afbeelding
Lady Lilith is op de eerste plaats een typisch Rossetti-portret van een mooie maar afwezig en emotieloos ogende dame, waarbij de kunstschilder een wankel evenwicht tussen afstandelijkheid en betrokkenheid creëert. De figuur van Lilith neemt opvallend veel ruimte in, dringt tegen de randen van het beeldvlak en lijkt bijna uit de ruimte te barsten. Als gebruikelijk maakt Rossetti nauwelijks gebruik van perspectivische diepte: de rozen rechtsachter en het in de spiegel weerspiegelde gebladerte lijken niet verder weg dan de vaas op de voorgrond en de leuning van de stoel. Het lichaam vertoont in het platte vlak een bijna onmogelijke draaiing, die zich herhaalt in het golvende haar en het gewaad. Kleuren op de achtergrond zijn even intensief weergegeven als op de voorgrond.
In combinatie met de levensgrote afmetingen van de figuur creëert Rossetti zo bewust een gevoel van nabijheid, alsof het model in de ruimte van de kijker zelf binnendringt. Het lijkt of het perspectief binnenstebuiten is gekeerd en uit het schilderij steekt, in plaats van te verdwijnen in de denkbeeldige diepte van de afbeelding.

## Eerste uitwerking
Lady Lilith is echter meer dan alleen een typisch Rossetti-portret van een mooie dame. Het werk kan geïnterpreteerd worden in meerdere lagen, waarbij het onderwerp en de betekenis van het schilderij in een aantal fases is ontstaan. Reeds in 1864 maakte Rossetti enkele schetsen voor het werk, waarbij het lijkt alsof hij alleen een eenvoudig tafereel ontwerpt van een dame die haar toilet maakt. In 1866 begon hij het onderwerp echter te associëren met het obscure motief van Lilith, Talmoeidsche traditie de eerste vrouw van Adam, nog voor de schepping van Eva. Hij werkte het schilderij uit met Fanny Cornforth als model. Tegelijkertijd vroeg hij zijn broer Michael om vier verzen uit Goethes Faust over te schrijven die verwezen naar Liliths weelderige haar en werkte dat motief uit in een eigen sonnet, zoals hij vaker gedichten schreef bij zijn schilderijen:

Zij was de eerste vrouw in Adams leven,

De heks - tot Eva hem werd toevertrouwd.

Haar haar was, zegt men, van het eerste goud,

Haar mond - nog voor de slang - in kwaad bedreven.

<...>

Zodra een jongeling je schoonheid looft,

Beheks je hem: je knakt zijn fiere hoofd,

En wurgt zijn hart met een zo'n gouden haar.

## Sybilla Palmifera
Rond 1868 kreeg het schilderij andermaal een nieuwe betekenis toen Rossetti met la Palmifera een tegenhanger van Lady Lilith schilderde, eveneens met bijpassend sonnet. Met de verlening van nieuwe titels bij de gedichten, respectievelijk Souls Beauty en Body's Beauty legde Rossetti de nadruk op de tegenstelling tussen innerlijke en uiterlijke schoonheid, de sibille en de sirene. De dichter Algernon Swinburne schreef dat beide schilderijen een tegengesteld aspect van de schoonheid vertegenwoordigen, maar allebei met het vermogen de toeschouwer aan te trekken. Uiteindelijk lopen beide aspecten ongemerkt in elkaar over. Lilith draagt als de gedoodverfde heks het maagdelijk wit terwijl haar alter ego het donkerrood van de hartstocht draagt. Ook in de bloemmotieven zien we dit terug. Zo lijken beide werken in eerste instantie de tegenstelling tussen de goede en de slechte vrouw te bevestigen, tussen de maagd en de hoer, maar tegelijkertijd wordt deze tegenstelling bewust ondermijnd.
Tekenend voor Rossetti's streven om de betekenis en thematische tegenstelling van beide werken in elkaar te laten overlopen, was dat hij in het begin van de jaren 1870 de trekken van Fanny Conforth in Lady Lilith verving door die van Alexa Wilding, die model had gestaan voor La Palmifera . Zo beeldden beide schilderijen uiteindelijk dezelfde vrouw af.

## Feministische interpretatie
In de twintigste eeuw werd Lady Lilith door kunstcritici ook wel geduid als een uiting van de Victoriaanse angst voor de geëmancipeerde vrouw. Lilith, die zich niet wenste te onderwerpen aan Adam, wordt daarbij wel gezien als de eerste voorvechtster van vrouwenrechten. Ze trekt mannen aan maar stoot ze tevens af omdat ze uiteindelijk sterker blijkt. Daarmee kreeg het werk tevens een feministische interpretatie.

## Geschiedenis
Rosetti begon het schilderij in 1864 met Fanny Cornforth als model voor de opdrachtgever, de rijke reder en kunstverzamelaar Frederick Richards Leyland. Leyland vond het gezicht niet mooi en daarom wijzigde Rosetti het schilderij op zijn verzoek  met het gezicht van Alexa Wilding. Sommige kunsthistoricie beschouwen die wijziging als een aanfluiting. De twee kopieën die Rosetti maakte tonen wel het gezicht van Fanny Cornforth. 
Leyland hing het werk in de ontvangstkamer van zijn landhuis, samen met vijf andere werken van de schilder. Na Leylands dood in 1892 werd het werk geveild en aangekocht door de Amerikaanse textielbaron Samuel Bancroft uit Wilmington, in Delaware. In 1935 doneerde deze zijn uitgebreide collectie Europese schilderkunst aan het Delaware Art Museum. In 2003 werd Lady Lilith tentoongesteld tijdens een grote Rossetti-tentoonstelling in het Van Gogh Museum te Amsterdam.

## Galerij

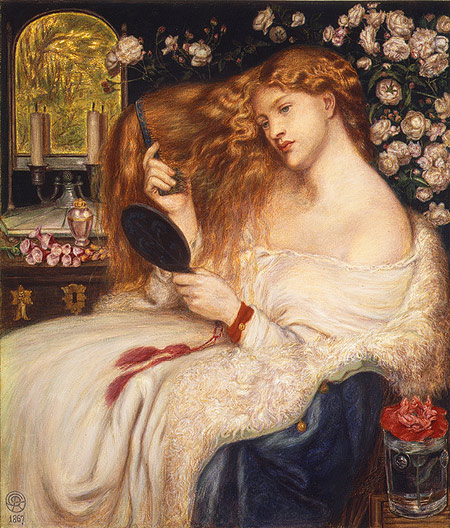
Lady Lilith, 1867, replica in waterverf, met het gezicht van Fanny Cornforth.
Studie voor Lady Lilith,  1866, in krijt, Tel Aviv Museum of Art.
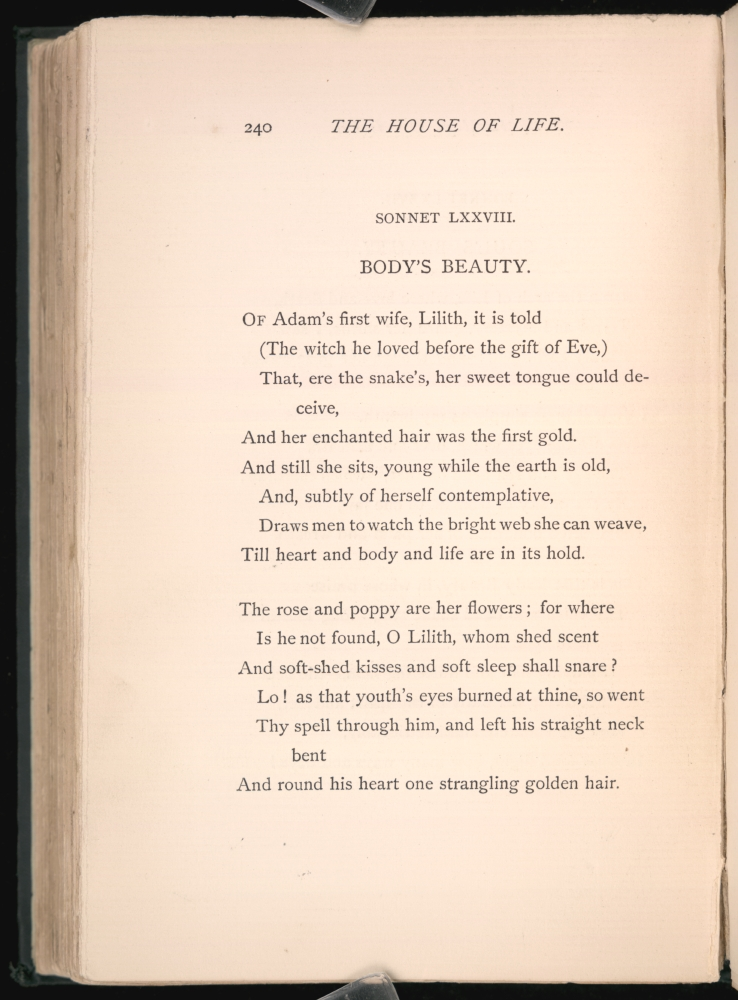
Body's Beauty, sonnet bij Lady Lilith
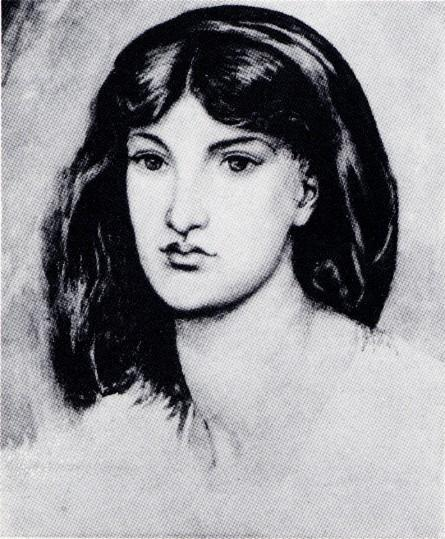
Studie van Sybilla Palmifera
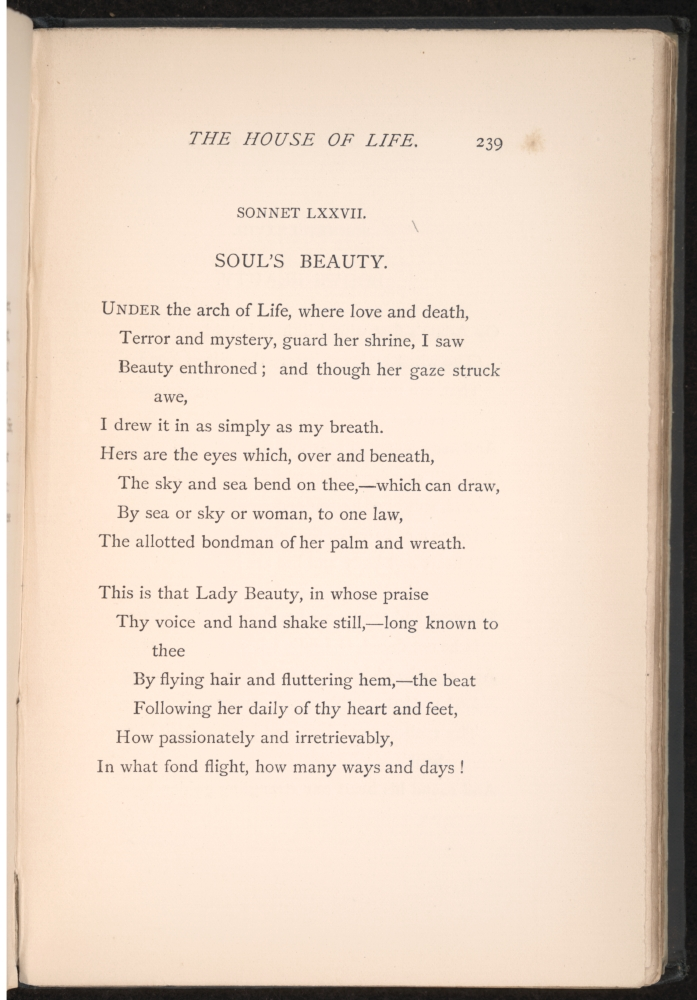
Souls Beauty, sonnet bij Sybilla Palmifera